# Чези, Сиджизмондо
Сиджизмондо Чези (итал. Sigismondo Cesi; 24 мая 1869, Неаполь — 1 сентября 1936, Неаполь) — итальянский музыкальный педагог. Сын Беньямино Чези.
Учился игре на фортепиано у своего отца, затем у Алессандро Лонго и Адольфо Вискарди, изучал также гармонию и композицию под руководством Никола Д’Арьенцо. В 1898 году вместе с Эрнесто Марчано основал в Неаполе музыкальную школу, располагавшуюся в Галерее Умберто I, и возглавлял её до конца жизни. Среди его учеников Винченцо Витале и Марта де Кончилиис.
Под редакцией Чези и Марчано были изданы Gradus ad Parnassum и двенадцать сонат Муцио Клементи (1915), вместе они составили «Фортепианную антологию для юношества» (итал. Antologia pianistica per la gioventù; 1928—1929, в 12 выпусках), включавшую обработки различного музыкального материала для фортепиано в две и четыре руки. Чези опубликовал также книгу «Заметки по истории и репертуару фортепиано» (итал. Appunti di storia e letteratura del pianoforte). Ему принадлежит ряд небольших фортепианных пьес дидактического и концертного назначения.